# Eremo di San Germano
L'eremo di San Germano si trova nel comune di Pacentro, lungo la strada che porta da Campo di Giove a passo San Leonardo, a circa 1120 m s.l.m., all'interno del parco nazionale della Maiella.

## Storia
L'eremo è formato da due strutture, sorte in epoche diverse: sulla destra si trova una cappella, mentre sulla sinistra vi è una struttura abitativa. La cappella risale al 1428, come testimoniato dalla data incisa sull'architrave del portale. La struttura abitativa, invece, è successiva: dallo stile del portale d'ingresso dovrebbe risalire al XVIII o al XIX secolo.

## Descrizione
La facciata principale è caratterizzata dalla cappella sulla destra, con la sua porta di accesso rettangolare, e l'area abitativa sulla sinistra, con un portale di accesso ad arco. Quasi al centro della facciata si trova un campanile a vela.
La cappella ha una pianta rettangolare ed è coperta da una volta a botte, di cui rimane una parte al di sopra dell'altare in marmo. Sopra l'altare è posta un'edicola con il busto di san Germano vescovo. All'angolo esterno di nord-est della chiesa si trovano dei contrafforti, presumibilmente realizzati per rinforzare la struttura a seguito del terremoto della Maiella, avvenuto nel 1706.
L'area abitativa è invece parzialmente crollata e a protezione della struttura è stata realizzata recentemente una copertura in legno. Presumibilmente doveva essere utilizzata come riparo dei pastori durante la transumanza.